# Ofensiva del Sarre
La Ofensiva del Sarre fue una operación militar de tropas francesas en el territorio alemán del Sarre del 7 al 12 de septiembre de 1939, durante los primeros días de la Segunda Guerra Mundial, con la finalidad de apoyar a Polonia, aliada de Francia que ya estaba siendo atacada por los alemanes desde el 1 de septiembre de 1939. No obstante, el ataque francés al Sarre fue detenido tras cuatro días de avance, y las tropas francesas se retiraron. 

## Finalidad de la ofensiva
De acuerdo a los pactos militares entre Francia y Polonia, el mando militar francés prepararía una ofensiva a gran escala tres días después de empezar su movilización de tropas; el decimoquinto día de la movilización debía empezar dicha ofensiva general. Sin embargo, el sistema francés de movilización resultó ser demasiado lento: tras declararse la movilización general de las tropas francesas el 1 de septiembre, el 7 de septiembre tales fuerzas estaban dispuestas para lanzarse al ataque contra territorio alemán, cuando la Wehrmacht ya llevaba una semana luchando en Polonia. 
El 7 de septiembre se recibe la orden de ataque para los ejércitos franceses situados en el sector fronterizo con la región alemana del Sarre. Se trata de once divisiones de infantería con apoyo de tanques y artillería pesada, que penetran en territorio alemán al amanecer del 9 de septiembre, invadiendo el Tercer Reich. 

## Avance francés
Para sorpresa de los mandos militares franceses, los jefes militares alemanes habían dado orden de evacuar todas las localidades de la zona, por lo cual el avance francés no encuentra resistencia apreciable. La Wehrmacht se halla mayormente consagrada a la campaña en Polonia, con pocas reservas de tropas disponibles para repeler un ataque desde occidente, de modo que las tropas francesas que invaden el Sarre prácticamente convierten la ofensiva en un paseo militar sin mayores consecuencias. De hecho, la superioridad numérica francesa aconsejaba al Oberkommando der Wehrmacht abandonar territorio de escaso valor táctico antes que empeñarse en una defensa a ultranza donde las tropas alemanas eran inferiores en número. 
Los soldados franceses terminan ocupando unas 20 aldeas alemanas de muy poco valor bélico, en un frente de 32 kilómetros de largo a lo largo de la frontera, pero los franceses apenas penetran 8 kilómetros en suelo alemán. El avance francés se detuvo en las cercanías de la ciudad de Saarbrücken, al hallar su camino cerrado por un bosque de cuatro kilómetros cuadrados fuertemente minados por tropas alemanas. 
Mientras tanto, la "ofensiva general" prometida por los jefes militares franceses a Polonia consistiría en el ataque de 40 divisiones de infantería, una división de tanques, tres divisiones mecanizadas y 78 regimientos de artillería, más 40 batallones de tanques, pero dicho ataque nunca fue ejecutado. Por el contrario, el 12 de septiembre se reúne en Abbeville el Consejo Supremo de Guerra franco-británico que ordena detener todos los ataques contra territorio alemán. Ante ello el general francés Maurice Gamelin exige a sus fuerzas detenerse "a no más de un kilómetro" de las posiciones alemanas de la Línea Sigfrido. 
El 17 de septiembre, Gamelin ordena a las tropas francesas retirarse de vuelta hacia la Línea Maginot y deja apenas tropas de cobertura en la veintena de aldeas alemanas ocupadas. Estas tropas, insuficientes para toda operación de gran alcance, apenas desarrollan actividades de vigilancia y patrullaje en la zona. El plan militar francés resulta ser sumamente defensivo, esperando que sea el mando militar alemán quien tome la iniciativa.

## Consecuencias
Tras el triunfo total del Tercer Reich sobre Polonia a fines de septiembre, y sin advertir nueva actividad militar francesa, los jefes militares alemanes lanzan un contraataque para recuperar el pequeño territorio perdido en el Sarre. 

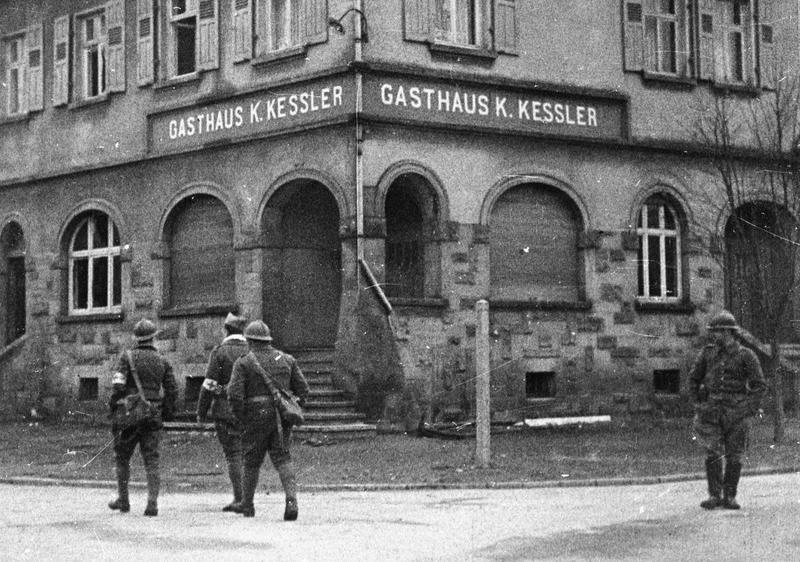
Soldados franceses en Lauterbach

El 16 de octubre una división de infantería y tanques enviada por el general Erwin von Witzleben se lanza a recobrar el territorio perdido, enfrentándose en breves combates a las tropas francesas, pero sufriendo muy pocas bajas ambos bandos. Al día siguiente el mando francés ordena a sus tropas de cobertura retirarse del suelo alemán aún ocupado, por lo cual las fuerzas alemanas tampoco hallan resistencia alguna. Pese a esto, fuerzas alemanas penetran en territorio francés ocupando unos pocos kilómetros cuadrados sin mayor valor táctico, deteniéndose el 24 de octubre. 
El frente occidental no se movería hasta el 10 de mayo de 1940 cuando empezó la Batalla de Francia con el ataque alemán simultáneo contra Francia, Bélgica, Países Bajos y Luxemburgo. El general francés Henri Giraud criticaría la pasividad del Estado Mayor francés, considerando que se ha perdido una valiosa oportunidad para lanzar una ofensiva a gran escala contra el Tercer Reich, lo cual hubiese forzado al mando alemán a retirar tropas de Polonia para cubrir su inferioridad numérica en un frente occidental recién abierto.